# Lời nguyền Tippecanoe
Lời nguyền Tippecanoe (tiếng Anh: Curse of Tippecanoe), hay còn gọi là Lời nguyền của Tecumseh (Tecumseh's curse) là cụm từ đôi khi được dùng để nói tới sự kiện: trong khoảng thời gian từ năm 1840 đến năm 1960, cứ tổng thống Mỹ nào trúng cử vào các năm tận cùng bằng số 0 (ví dụ 1880, 1900) đều qua đời khi đang tại nhiệm.

## Lịch sử lời nguyền
Lời nguyền Tippecanoe lần đầu được đề cập tới trong cuốn sách của nhà xuất bản Ripley's Believe It or Not phát hành năm 1931. Nó đề cập tới việc kể từ cái chết của tổng thống William Henry Harrison (qua đời năm 1841 sau khi trúng cử năm 1840), cứ 20 năm lại có một tổng thống Mỹ chết khi đang tại nhiệm. Cái tên Tippecanoe xuất phát từ tên trận Tippecanoe (1811). Vào thời điểm đó, với tư cách thống đốc vùng Idiana, William Harrison đã mua chuộc những người da đỏ để họ nhượng lại đất cho Chính phủ Hoa Kỳ, đồng thời Harrison cũng đưa rượu whiskey vào cuộc sống của những người thổ dân gây ra nạn nghiện rượu và tội phạm cho cộng đồng này. Những hành động của chính quyền đã dẫn tới việc Tecumseh, thủ lĩnh của người Shawnee đứng lên đánh lại quân đội Hoa Kỳ. Năm 1811 Harrison đã đánh bại đội quân da đỏ của Tecumseh tại làng của ông. Có thể sau trận Tippecanoe, người anh em của Tecumseh là Tenskwatawa, được biết tới như là Nhà tiên tri của người Shawnee, đã đưa ra lời nguyền cho Harrison và các tổng thống Mỹ kế nhiệm.
Sau khi quyển sách Ripley's Believe It or Not xuất bản năm 1931, đã có hai tổng thống được bầu vào các năm tận cùng bằng số 0 tiếp theo đã đột ngột qua đời khi đang tại nhiệm, đó là Franklin D. Roosevelt (bầu năm 1940, chết vì xuất huyết não năm 1945) và John F. Kennedy (bầu năm 1960, bị ám sát năm 1963). Trong cuộc chạy đua vào Nhà Trắng năm 1980 (năm tận cùng bằng số 0 liền sau năm 1960), ứng cử viên Đảng Dân chủ Jimmy Carter khi được hỏi về lời nguyền thì đã thẳng thừng trả lời: "Thực ra tôi không hề lo lắng gì về vấn đề này. Nếu như điều đó xảy ra, thì tôi vẫn sẽ tiếp tục công việc của một vị tổng thống luôn hết mình vì người dân Mỹ và tôi sẽ tiếp tục như vậy cho đến hơi thở cuối cùng!". Người trúng cử tổng thống vào năm 1980 không phải là Carter nữa mà là Ronald Reagan, một đảng viên Đảng Cộng hoà. Tuy bị ám sát chỉ 69 ngày sau khi được bầu làm tổng thống nhưng Reagan đã hoàn toàn bình phục và đã hoàn thành trọn vẹn hai nhiệm kỳ tổng thống của mình (1981-1985 và 1985-1989) và ông ấy đã sống đến năm 93 tuổi (qua đời vào năm 2004), trở thành tổng thống Mỹ đầu tiên qua đời trong thế kỷ XXI và là người sống thọ nhất trong lịch sử. Chỉ vài ngày sau khi Ronald Reagan bị ám sát không thành, nhà báo Jack Anderson trong bài "Reagan and the Eerie Zero Factor" ("Reagan và nhân tố 0 kỳ quái") đã mô tả rằng vị tổng thống thứ 40 của nước Mỹ đã chứng minh được rằng lời nguyền Tippecanoe đã bị vô hiệu hóa hoàn toàn, hoặc là do "khả năng chống chịu lời nguyền" của ông ấy quá mạnh (he had nine lives). Sau khi hoàn thành nhiệm kỳ thứ hai vào năm 1989, Reagan trở thành tổng thống Mỹ đầu tiên sau 152 năm phục vụ đầy đủ hai nhiệm kỳ tổng thống và không hề qua đời khi đang tại nhiệm. Người được bầu vào năm tận cùng 0 tiếp theo (2000) là George W. Bush cũng hoàn thành trọn vẹn hai nhiệm kỳ của mình (2001-2005 và 2005-2009).

## Danh sách các tổng thống liên quan
| Năm trúng cử | Tổng thống             | Nhiệm kỳ (khi qua đời) | Nguyên nhân cái chết                                                | Ngày qua đời         |
| ------------ | ---------------------- | ---------------------- | ------------------------------------------------------------------- | -------------------- |
| 1840         | William Henry Harrison | Thứ nhất               | Viêm phổi                                                           | 4 tháng 4 năm 1841   |
| 1860         | Abraham Lincoln        | Thứ hai                | Bị ám sát                                                           | 15 tháng 4 năm 1865  |
| 1880         | James A. Garfield      | Thứ nhất               | Bị ám sát                                                           | 19 tháng 9 năm 1881  |
| 1900         | William McKinley       | Thứ hai                | Bị ám sát                                                           | 14 tháng 9 năm 1901  |
| 1920         | Warren G. Harding      | Thứ nhất               | Đau tim hoặc nhồi máu cơ tim                                        | 2 tháng 8 năm 1923   |
| 1940         | Franklin D. Roosevelt  | Thứ tư                 | Xuất huyết não                                                      | 12 tháng 4 năm 1945  |
| 1960         | John F. Kennedy        | Thứ nhất               | Bị ám sát                                                           | 22 tháng 11 năm 1963 |
| 1980         | Ronald Reagan          | —                      | Viêm phổi, phức tạp bởi bệnh Alzheimer (Không chết trong văn phòng) | 5 tháng 6 năm 2004   |
| 2000         | George W. Bush         | —                      | (Không chết trong văn phòng)                                        | Vẫn sống             |
| 2020         | Joe Biden              | —                      | —                                                                   | Vẫn sống             |